# بلدية بافيواس
بلدية بافيواس هي بلدية في لاتفيا، بلغ عدد سكانها 5,165  نسمة وذلك حسب إحصائيات سنة 2017.

## التقسيمات الإدارية
- Aiviekste Parish [الإنجليزية]‏.